# París-Tours 1931
La París-Tours 1931 fue la 26ª edición de la clásica París-Tours. Se disputó el 3 de mayo de 1931 y el vencedor final fue el francés André Leducq, que se impuso al sprint. 

## Clasificación general[3]
|    | Ciclista                 | Equipo         | Tiempo    |
| -- | ------------------------ | -------------- | --------- |
| 1  | André Leducq             | Lutetia        | 7h 40'00" |
| 2  | Roger Parioleau          |                | m.t.      |
| 3  | Alfred Hamerlinck        |                | m.t.      |
| 4  | Louis Peglion            |                | m.t.      |
| 5  | Jean Maréchal            |                | m.t.      |
| 6  | Frans Bonduel            | Dilecta-Wolber | m.t.      |
| 7  | Léon Le Calvez           |                | m.t.      |
| 8  | Bernard Van Rysselberghe |                | m.t.      |
| 9  | Marius Guiramand         |                | m.t.      |
| 10 | Francis Pélissier        |                | m.t.      |